# Řásná
Řásná (německy Rasnau) je obec v okrese Jihlava v Kraji Vysočina. Žije zde 269 obyvatel. Obec je rozložena v mírně svažitém údolí podél potoka tekoucího ve směru SV-JZ (vodoteč sloužila jako vodovod pro Telč). Údolí potoka je na J straně ohraničeno zalesněným Vrchem (726 m) a na S bezlesým kopcem (665 m).

## Název
Název se vyvíjel od varianty Rzasna (1385), Rzazna (1399), Ržasna (1678), Rzassna (1718), Ržasna (1720, 1751), Řassna a Řasna (1846), Rzasna a Řásná (1872) až k podobě Řásná v letech 1881 a 1924. Místní jméno je odvozeno od přídavného jména řásná (řasa) a pochází pravděpodobně od jména říčky či rybníčku.

## Historie
Obec Řásná (tehdy ještě ves Rzasna) patřila původně k panství středověkého hradu Štamberk (též Šternberk), který byl založen pravděpodobně ve druhé polovině 13. století za účelem obrany zemské hranice a kupecké stezky. První písemná zmínka o hradu a jeho rozsáhlém panství je roku 1356, kdy se uvádí, že Štěpán z Březnice (a Štemberka) postoupil hrad pánům z Hradce. Obec byla založena při kolonizaci neobydlených území ve 14. století, čemuž odpovídá i její dispozice. Nejstarší písemná zpráva, kde je Řásná zmiňována, je z roku 1385, a to v souvislosti s výčtem vesnic, které patřily k hradu. Od roku 1410 byla ves začleněna do telčského panství. Roku 1415, po husitských válkách, koupil Jan z Hradce ves Rzasnou společně se šternberským zbožím a připojuje ji k telčskému statku. Součástí telčského panství v Jihlavském kraji byla až do roku 1849. K roku 1580 se uvádí v obci 17 usedlých a v roce 1840 bylo již ve 34 domech 260 obyvatel. Od druhé poloviny 19. století se rozvíjí v obci a okolí tradiční kamenický průmysl a v roce 1896 byl ve vesnici založen hasičský sbor.

## Přírodní poměry

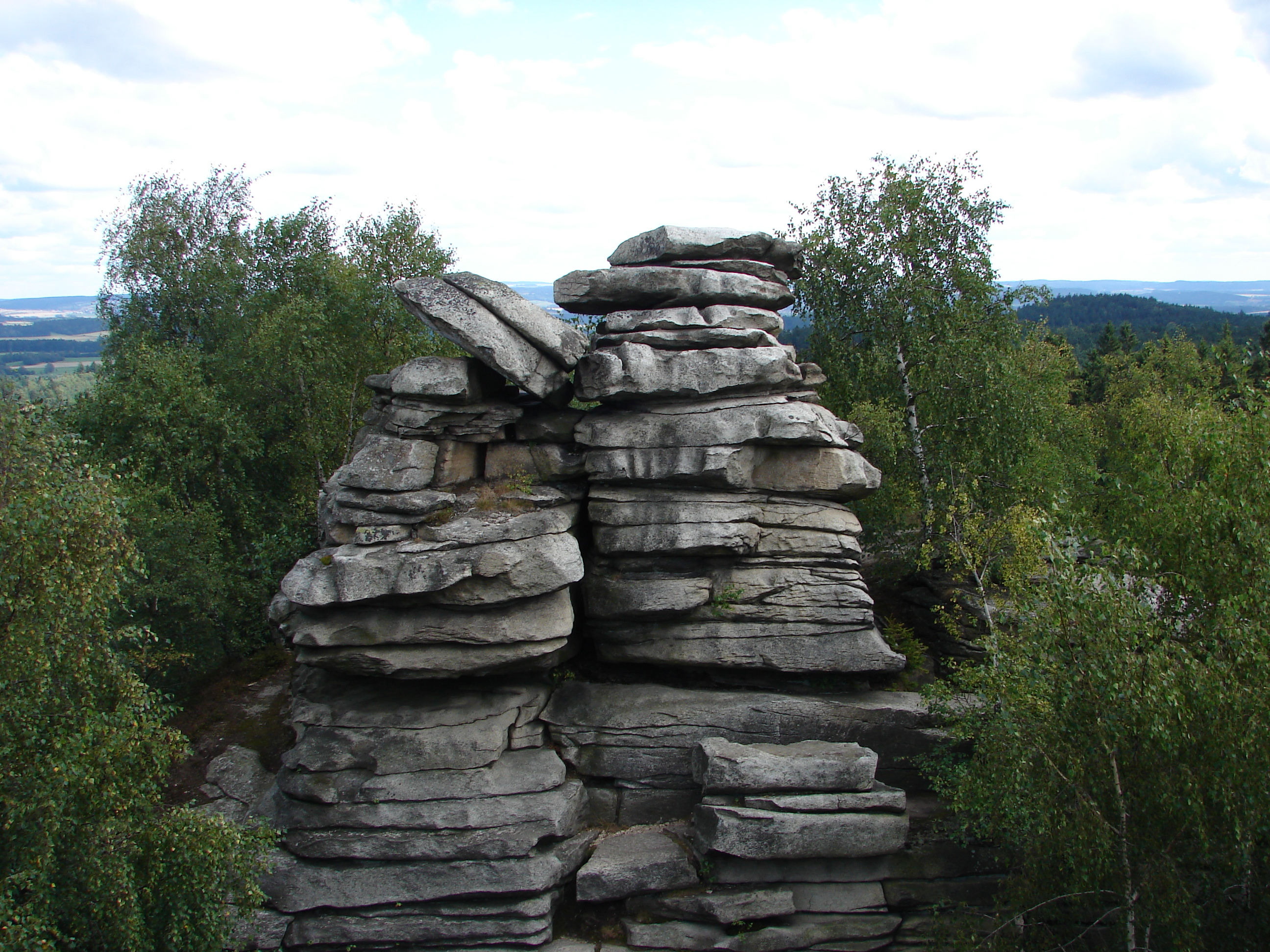
Přírodní památka Míchova skála

Nachází se dvanáct kilometrů jižně od Batelova, čtrnáct kilometrů jihozápadně od Třeště a dva kilometry od Řídelova, tři kilometry západně od Vanůvku, devět kilometrů severozápadně od Telče a 2,5 kilometru od Vanova, čtyři kilometry severně od Mrákotína a dva kilometry od Lhotky. Geomorfologicky obec leží na rozmezí Křižanovské vrchoviny a Javořické vrchoviny a jejich podcelků Brtnická vrchovina a Jihlavské vrchy, v jejichž rámci spadá pod geomorfologické okrsky Třešťská pahorkatina a Řásenská vrchovina. Průměrná nadmořská výška činí 621 metrů.
Nejvyšší bod, Míchův vrch (790 m n. m.), leží severozápadně od obce. Západně od Řásné stojí Míchova skála (773 m n. m.) a východně Vondrova skalka (702 m n. m.) a jihozápadně pak Vrch (725 m n. m.). Obcí protéká bezejmenný potok, která se severně od vsi vlévá do Javořického potoka, na němž se rozkládají rybníky Velký Pařezitý rybník a Plodový rybník. Východní hranici tvoří Třešťský potok, na němž se nachází Malý pařezitý rybník. Jihovýchodně od Řásné protéká Částkovický potok a jihovýchodní hranici tvoří Telčský potok.
Na katastru Řásné leží čtyři chráněná území. Přírodní památka Míchova skála je chráněna pro zachování skalního výchozu. Dále pak přírodní rezervace Mrhatina s původním bukovým porostem, přírodní rezervace Štamberk a kamenné moře s původními lesními porosty a geologickými památkami, a přírodní rezervace Velký Pařezitý rybník s bažinnými lesními společenstvy vyšších poloh Českomoravské vrchoviny a vzácnými a chráněnými rostlinnými druhy.

## Obyvatelstvo
Podle sčítání 1930 zde žilo v 58 domech 314 obyvatel. 313 obyvatel se hlásilo k československé národnosti. Žilo zde 308 římských katolíků a 1 evangelík.
| Rok            | 1869 | 1880 | 1890 | 1900 | 1910 | 1921 | 1930 | 1950 | 1961 | 1970 | 1980 | 1991 | 2001 | 2011 | 2021 |
| -------------- | ---- | ---- | ---- | ---- | ---- | ---- | ---- | ---- | ---- | ---- | ---- | ---- | ---- | ---- | ---- |
| Počet obyvatel | 273  | 286  | 303  | 291  | 286  | 274  | 314  | 242  | 257  | 243  | 208  | 181  | 200  | 187  | 236  |
| Počet domů     | 34   | 41   | 46   | 46   | 49   | 47   | 58   | 66   | 58   | 58   | 60   | 71   | 85   | 89   | 101  |

## Obecní správa a politika
Obec má devítičlenné zastupitelstvo, v jehož čele stojí starosta Miroslav Tomíšek.
Řásná je členem mikroregionů Telčsko Třešťsko a místní akční skupiny Mikroregionu Telčsko.
| Období    | Voliči | Účast v % | Mandáty | Výsledky                                             | Starosta         |
| --------- | ------ | --------- | ------- | ---------------------------------------------------- | ---------------- |
| 2002–2006 | 154    | 81,82     | 9       | 8 SNK obce Řásná 1 Sdružení sportovců obce Řásná     | Miroslav Tomíšek |
| 2006–2010 | 157    | 77,71     | 9       | 6 SNK - HASIČI ŘÁSNÁ 3 Sdružení sportovců obce Řásná | Miroslav Tomíšek |
| 2010–2014 | 166    | 67,47     | 9       | 7 SNK OBCE ŘÁSNÁ 2 Sdružení sportovců obce Řásná     | Miroslav Tomíšek |
| 2014–2018 | 178    | 71,35     | 9       | 6 SNK OBCE ŘÁSNÁ 3 SPORTOVCI ŘÁSNÁ                   | Miroslav Tomíšek |

### Obecní symboly
Znak a vlajka byly obci uděleny rozhodnutím předsedy Poslanecké sněmovny Parlamentu České republiky dne 5. dubna 2017.

## Hospodářství a doprava
V obci sídlí firmy Realia Horizont, PULZ-ER a Camp Velkopařezitý. Obcí prochází silnice III. třídy č. 11264 od rybníka Velký pařezitý do Vanova a č. 11260 z Mrákotína k Řídelovu. Dopravní obslužnost zajišťují dopravci ICOM transport, Radek Čech - Autobusová doprava a ČSAD Jindřichův Hradec. Autobusy jezdí ve směrech Dačice, Budeč, Nová Říše, Telč, Jihlava, Černíč, Myslůvka, Studená a Jindřichův Hradec. Obcí prochází cyklistické trasy č. 5021 z Řídelova do Lhotky a č. 5126 od rybníka Velký pařezitý do Vanova, červeně značená turistická trasa a Naučná stezka Velký pařezitý rybník.

## Školství, kultura a sport
Obec byla dříve přiškolena do Mrákotína, v 1. polovině 19. století zde byla školní expozitura a vyučovalo se po domech. Později byla přeměněna v učebnu místnost v obecní pastoušce, kde také učitel bydlel. Tato situace trvala až do roku 1880, kdy byla postavena školní budova. Základní škola s 1. až 5. ročníkem zde byla zrušena roku 1976 a žactvo chodí do školy v Telči. Sídlí zde knihovna. Tělovýchovná jednota Řásná provozuje hřiště na volejbal a nohejbal. Působí zde i Sbor dobrovolných hasičů Řásná a Jezdecký klub Koně Řásná.

## Pamětihodnosti
- zřícenina hradu Štamberk
- Pamětní kámen U zabité
- Pamětní kámen v lese u cesty
- Historická vodoteč upravená začátkem 19. století
- Kaple sv. Cyrila a Metoděje z roku 1885
- Studánka Páně

## Zajímavosti
- Velký Pařezitý rybník je renesančního původu. V minulosti sloužil jako zdroj pitné vody pro město Telč.
- V Řásné se natáčel povídkový film Začátek světa a v okolí obce části snímků Až přijde kocour a Dům U Zlatého úsvitu.